# West-Amerikaanse mol
De West-Amerikaanse mol (Scapanus orarius)  is een zoogdier uit de familie van de mollen (Talpidae). De wetenschappelijke naam van de soort werd voor het eerst geldig gepubliceerd door True in 1896.

## Voorkomen
De soort komt voor in Canada en de Verenigde Staten.